# João Paulo Lopes Batista
João Paulo Lopes Batista (Olinda, 29 ottobre 1981) è un ex cestista brasiliano.

## Carriera
Con il Brasile ha disputato i Campionati mondiali del 2010 e cinque edizioni dei Campionati americani (2007, 2009, 2013, 2015, 2017).

## Palmarès

### Squadra
- Campionato lettone: 1

Barons Rīga: 2007-08
- Campionato francese: 1

Limoges CSP: 2014-15
- Coppa di Francia: 1

Le Mans: 2008-09
- Leaders Cup: 2

Le Mans: 2009, 2014
- Lega Baltica: 1

Lietuvos rytas: 2006-07
- FIBA EuroCup: 1

Barons/LMT: 2007-2008
- Coppa Intercontinentale: 1

Flamengo: 2022

### Individuale
- MVP Leaders Cup: 1

Le Mans: 2014